# Mátételke
Mátételke è un comune dell'Ungheria di 617 abitanti (dati 2005). È situato nella contea di Bács-Kiskun.